# Близнюковский поселковый совет
Близнюко́вский, ранее Близнецо́вский поселко́вый сове́т (до 1958 — Близнецо́вский се́льский сове́т) — входил до 2020 года в состав Близнюковского района Харьковской области Украины.
Административный центр поселкового совета находился в пгт Близнюки.

## История
- 1920-е годы(?) — дата образования Близнецовского сельского Совета депутатов трудящихся в составе … волости Павлоградского(?) уезда Екатеринославской губернии Украинской Советской Социалистической Республики.
- В 1923 году был создан Близнецовский район; в Близнецах находился райком партии и райисполком (РИК).
- С марта 1923 года по июнь 1926 — в составе Павлоградского о́круга, с июля 1926 — в составе Харьковского (либо Изюмского?) округа, с февраля 1932 — в Харьковской области УССР.
- 1958 — дата преобразования из сельского в поселковый совет после присвоения Близнецам статуса посёлок городского типа в июле 1957 года.
- После 17 июля 2020 года в рамках административно-территориальной реформы по новому делению Харьковской области[2][3] весь Близнюковский район Харьковской области, был упразднён; входящие в совет населённые пункты и его территории присоединены к Лозовскому району.

## Населённые пункты совета
- пгт Близнюки́ (ранее — Близнецы́)
- село Батюшки
- посёлок Садовое